# Purušḫanda

Zentralanatolien während der kārum-Zeit

Purušḫanda, auch Purušḫattum und Paršuḫanda genannt, war eine bronzezeitliche Stadt in Anatolien, deren Lage archäologisch noch nicht nachgewiesen werden konnte. Vorgeschlagen werden mehrere Orte, für am wahrscheinlichsten werden die Ausgrabungen von Acemhöyük südöstlich des Salzsees Tuz Gölü gehalten.

## Geschichte
Die Geschichte der Stadt gliedert sich in zwei Epochen. Die erste Epoche gehört der Mittleren Bronzezeit an (ca. 2000–1700 v. Chr.; Mittlere Chronologie) und ist aus den altassyrischen Texten aus Kültepe bekannt. Die zweite Epoche ist mit der Geschichte des Hethitischen Reiches identisch. Der Ort wird vor allem in hethitischen Texten aus Ḫattuša genannt. Ob die Stadt nach dem Untergang der Hethiter weiter bestand, ist nicht bekannt.

### Sagen
Die alte Bedeutung der Stadt kann daraus erkannt werden, dass sie die zentrale Rolle in der bekannten Sage „König der Schlacht“ (šar tamḫāri CTH 310) spielt, wonach der akkadische König Sargon I. (2356–2300 v. Chr.) gegen König Nur-Dagan (Nur-Daḫḫe) von Purušḫanda zog, ihn unterwarf und drei Jahre in der Stadt verweilte. Doch seine Krieger wurden unmutig, weil er ihnen das Plündern verbot und es ihnen nicht erlaubte, der Stadt Schaden zuzufügen. Das Ende der Geschichte ist nur bruchstückhaft erhalten; es scheint jedoch, dass Sargon nachgab. Da der König der Sage einen semitischen (Nur-Dagan) bzw. hurritischen (Nur-Daḫḫe) Namen trägt, kann er unmöglich historisch gewesen sein, da diese Ethnien damals in Anatolien noch nicht anwesend waren.

### Altassyrischekārum-Zeit
In den altassyrischen Texten aus Kaniš (Kültepe), das im 19. Jahrhundert v. Chr. das anatolische Handelszentrum war, ist das Kārum Purušḫanda der am häufigsten genannte Ortsname. Aus den Texten geht hervor, dass die Stadt westlich von Kaniš lag und das Ende von Handelsrouten bildete. Sie hatte einen Palast und wurde von einem Großkönig (rubāʿum rabiʿum) beherrscht, doch ist von keinem der Name bekannt. Sie muss eine mächtige Armee gehabt haben und lag zwischen ca. 1900 und 1835 v. Chr. drei Mal im Krieg mit benachbarten Staaten, was den Handel der Stadt teilweise schwer behinderte. Die Händler von Kaniš mussten deswegen oft große Umwege über Wašḫaniya - Nenašša - Ullama machen, um Purušḫanda zu erreichen. 
Zu den bekriegten Ländern gehörten Šalatuwar (um 1900 v. Chr.), Ullama (um 1870 v. Chr.) und Waḫšušana  (um 1840 v. Chr.).
Das Hauptprodukt von Purušḫanda war Silber, das meist gegen Kupfer, Zinn und Textilien eingetauscht wurde. Ein erhaltener Brief eines Händlers an seinen Kollegen rät diesem, sein Zinn möglichst schnell in Waḫšušana zu verkaufen, da der Markt von Purušḫanda zur Zeit damit überschwemmt sei. Der große Bedarf an Kupfer und Zinn kann nur erklärt werden, wenn dieses weiter nach Westen, vermutlich zur Ägäis, gehandelt wurde. Daneben bestand ein Schmuggel von Textilien zwischen Kaniš und Purušḫanda. Eine Auffälligkeit ist, dass in Purušḫanda im Dezimalsystem gerechnet wurde, während in Kaniš das assyrische Sexagesimalsystem benutzt wurde. Zudem gibt es Hinweise darauf, dass Purušḫanda eigene Maßeinheiten hatte.
Während der Zeit von Kārum Ib in Kaniš wird Purušḫanda merkwürdigerweise nicht erwähnt. Offensichtlich war der Kupferhandel mit dieser Stadt nicht mehr von Bedeutung. Der Text von König Anitta von Kaniš zeigt aber, dass Purušḫanda damals weiterhin ein mächtiges Königreich geblieben war. Nachdem Anitta Šalatuwara unterworfen hatte, das westlich des oberen Sakarya lokalisiert werden kann, kam ihm der König von Purušḫanda entgegen und ehrte ihn mit einem eisernen Szepter und einem eisernen Thron, womit er Anitta als seinesgleichen anerkannte. Anitta nannte sich, im Unterschied zu seinen Vorgängern, denn auch selbst Großkönig.

### Hethitisches Reich
Purušḫanda oder Paršuḫanda, so der hethitische Name, wurde von König Labarna I. unterworfen und ins hethitische Reich eingegliedert. Unter König Ḫattušili I. brach in Paršuḫanda ein Aufstand aus, den der Großkönig niederschlug.

## Diskussion
Nach Ansicht mehrerer Forscher könnte Purušḫanda in altassyrischer Zeit das politische Zentrum der Luwier gewesen sein, da diese westlich oder südlich von Kaniš, das als hethitische Stadt betrachtet wird, gelebt haben dürften.
Bislang konnte Purušḫanda noch nicht lokalisiert werden. Von den bekannten archäologischen Stätten gilt Acemhöyük mit seinen zwei großen Palästen als wahrscheinlicher Kandidat, zumal dort auch altassyrische Texte gefunden wurden. Somit war Acemhöyük mit Bestimmtheit ein sehr wichtiges Zentrum. Kaum mehr anerkannt wird die mögliche Identifizierung mit Karahöyük in der Nähe von Konya. Barjamovic möchte Purušḫanda weiter im Westen beim See Beyşehir Gölü lokalisieren und schlägt als möglichen Ort die Stätte Üçhöyük bei Bolvadin vor.